# Парадокс всемогущества

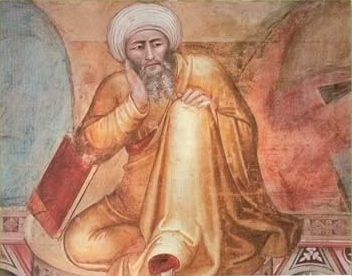
Ибн Рушд (1126—1198) — западноарабский философ, исследовавший в своих работах парадокс всемогущества. Деталь фрески Андреа Бонайути «Апофеоз святого Фомы» (1366)

Парадо́кс всемогу́щества — семейство парадоксов, связанных с различными интерпретациями понятия всемогущества. Так, парадокс возникает из представления о всемогущем существе, способном ставить перед собой невыполнимые задачи или воплощать в объективной реальности логически противоречивые словесные конструкции («квадратный круг»). Такое понимание всемогущества отвергается большинством представителей западной религиозно-философской традиции — от Фомы Аквинского до Алвина Плантинги. Комплекс логических проблем, связанных с парадоксом всемогущества, иногда рассматривается как доказательство невозможности существования Бога, хотя по утверждению многих христианских теологов и философов (Норман Гайслер, Уильям Лейн Крейг) представление о беспредельном всемогуществе, пренебрегающем законами логики, чуждо ортодоксальному христианскому богословию. Другие попытки решения парадокса сводятся к уточнению содержания понятий «всемогущество» и «Бог», а также выяснению вопроса о том, является ли сам Бог объектом приложения своего всемогущества.
Парадокс всемогущества упоминается в работах средневековых теологов по меньшей мере с XII века; к нему обращались Ибн Рушд (1126—1198) и Фома Аквинский (ок. 1225—1274). У Псевдо-Дионисия Ареопагита (до 532) встречается одна из ранних версий парадокса — вопрос о том, может ли Бог «отрицать самого себя».
Наиболее известной версией парадокса всемогущества является так называемый «парадокс камня»: «Может ли Бог создать камень, который он сам не сможет поднять?». Такая формулировка парадокса уязвима для критики ввиду неточности терминов, отсылающих к физической природе гравитации: так, вес предмета определяется силой воздействия на него местного гравитационного поля. Существуют альтернативные формулировки парадокса, свободные от указанного недостатка: «Может ли всемогущее существо, действуя в рамках геометрии Евклида, создать треугольник, сумма углов которого не равна 180 градусов?» и «Может ли Бог создать настолько надёжную тюрьму, что сам не сможет из неё вырваться?».
Парадокс всемогущества является частным случаем парадокса Рассела.

## Описание

Схема, поясняющая парадокс

Обычно парадокс формулируют в виде вопроса: «Может ли Бог создать камень, который он сам не сможет поднять?» Парадоксальность заключается в том, что если ему это удастся, значит, его всемогущество утратило силу, а если нет, то он и не был всемогущ. Здесь неявно подразумевается неотъемлемость божественного всемогущества, но встречаются формулировки, в которых это предположение не требуется («создать сферический куб», «создать треугольник с суммой углов больше 180°» и т. п.).
На практике подобная проблема возникает, когда определённое политическое учреждение получает всю полноту законодательной власти и становится всемогущим в юридической власти и особенно в отношении способности такого учреждения регулировать себя. Некоторые философы, например Дж. Л. Коуэн, рассматривали этот парадокс как достаточное основание, чтобы отвергнуть возможность существования любого абсолютно всемогущего существа. Другие, как Фома Аквинский, утверждали, что парадокс является результатом неправильного понимания всемогущества. В самом деле, парадокс является формой парадокса импликации, включающего в себя самоотносимость в незамкнутом определении универсалии «всё» в составе слова «всемогущий»: включает ли она в себя всё возможное или к тому же всё невозможное — в первом случае парадокса нет, во втором ставится вопрос о действительности или недействительности «невозможного», что представляет собой задачу онтологии.
Были и такие философы, как Рене Декарт, утверждавшие, что Бог является абсолютно всемогущим, несмотря на очевидную проблему. Кроме того, некоторые философы рассматривали предположение, что деление существ на всемогущие и невсемогущие является ложной дилеммой, и отрицали возможность существования переменного могущества. Некоторые современные подходы к проблеме привели к семантическим спорам, может ли язык — а значит и философия — обоснованно обратиться к понятию всемогущества непосредственно.
Этот парадокс схож с другой классической неразрешимой задачей — парадоксом неудержимой силы: «Что произойдёт, если неудержимая сила встретит камень, который невозможно сдвинуть?». Один из ответов на этот парадокс состоит в том, что если существует неудержимая сила, тогда по определению не существует объекта, который не может быть сдвинут; и наоборот, если существует объект, который невозможно сдвинуть, то никакая сила не может быть признана неудержимой. Но такие рассуждения не подходят к случаю всемогущества, поскольку парадокс состоит в том, чтобы потребовать у всемогущего сделать всемогущество невозможным. В юридическом контексте, парадокс всемогущества иногда выражается в терминах законодательного всемогущества: власть может создать любой закон в любое время.
К. С. Льюис в своей книге «Проблема боли» (Problem of Pain) утверждает, что природа парадокса внутренняя по отношению к утверждению:

Нет предела Его власти. Вы, например, заявите: «Бог может дать существу свободную волю и в то же время Бог может отнять у него свободную волю», но этим вам вообще ничего не удастся сказать о Боге. Бессмысленное сочетание слов не приобретёт вдруг значения лишь от того, что мы добавим в него пару «Бог может». <…> Предпринять два взаимоисключающих действия для Бога не проще, чем для слабейшего из его творений; но не потому, что его власть наталкивается на препятствие, а потому, что чепуха остаётся чепухой, даже когда мы говорим её о Боге.
Оригинальный текст (англ.)This is no limit to His power. If you choose to say “God can give a creature free will and at the same time withhold free will from it,” you have not succeeded in saying anything about God: meaningless combination of words do not suddenly acquire meaning simply because we prefix to them two other words “God can.” <…> It is no more possible for God than for the weakest of his creatures to carry out both of two mutually exclusive alternatives; not because his power meets an obstacle, but because nonsense remains nonsense even when we talk it about God.

## Типы всемогущества
Для скрупулёзного анализа парадокса всемогуществ должно быть использовано одно из нескольких определений всемогущества. Например, Питер Гич описывает четыре различных вида всемогущества и отличает их от понятия «быть всесильным».
1. Абсолютное всемогущество А значит, что А «может сделать абсолютно всё, что может быть выражено словами, даже если это кажется внутренне противоречивым». А «не ограничен действием, как мы в мыслях, законами логики»[11]. Это положение развито Декартом. С точки зрения богословия оно выгодно тем, что постулируется, что Бог существует прежде законов логики. Некоторые утверждают, что это положение, кроме того, создаёт богословские неудобства, делая обетования Бога подозрительными. С этой точки зрения парадокс всемогущества является подлинным парадоксом.
2. Всемогущество А значит, что утверждение «А может Б» истинно тогда и только тогда, когда Б — логически последовательное описание конъюнктуры. Это положение было когда-то защищено Фомой Аквинским[4]. Это определение всемогущества решает некоторые из парадоксов, связанных со всемогуществом, но некоторые современные формулировки парадокса все ещё работают против этого определения. Пусть Б это «сделать кое-что, что его создатель не может поднять». В этом действии нет ничего логически противоречащего, человек может, например, сделать лодку, которую он не может поднять[12]. Было бы странно, если бы люди могли совершить этот подвиг, но всемогущее существо не могло бы. К тому же, это определение имеет проблемы, когда Б нравственно или физически ненадёжно для такого существа, как Бог.
3. Всемогущество А значит, что утверждение «А может Б» истинно тогда и только тогда, когда это действие логически последовательно для самого А. Здесь идея исключить действия, которые были бы непоследовательными для А, но могли бы быть последовательны для других. Это похоже на позицию Фомы Аквинского[4]. Здесь учтён случай, когда Б это «сделать кое-что, что его создатель не может поднять», потому что «Бог делает Б» не последовательно логически. Однако этот случай может все ещё иметь моральные проблемы, если Б это «говорить неправду», или временные проблемы, если Б это «сделать так, чтобы Рим не был никогда основан»[11].
4. Всемогущество А значит, что если «А вызовет Б» является логически возможным, тогда «А может вызвать Б» является верным. Это определение также не создаёт парадокс всемогущества и в отличие от третьего определения позволяет избежать проблем, связанных с изменением прошлого. Однако Гич критикует даже этот смысл всемогущества как неправильное понимание природы обетований Бога[11].
5. Всесилие А означает, что А превосходит любое другое существо по силе; никакое существо не может конкурировать с А во власти, даже неудачно[11]. В этом случае не возникает парадокс всемогущества, но возможно это потому что Бог не взят ни в одном из смыслов всемогущества. С другой стороны, Ансельм Кентерберийский считает что всесильность — одна из вещей, которая делает Бога всемогущим[13].

Понятие всемогущества может также быть применено к существу по-разному. «Чрезвычайно всемогущее» существо — существо, которое является обязательно всемогущим. Напротив, «случайно всемогущее» существо — существо, которое может быть всемогущим для временного промежутка времени, и затем становится невсемогущим. Парадокс всемогущества может быть иначе применен в каждом отдельном случае.

## Философские ответы
Можно попытаться решить парадокс, утверждая своего рода всемогущество, которое не требует, чтобы существо было в состоянии сделать все вещи всегда. Согласно этой цепи рассуждений, существо может создать камень, который оно не может поднять в момент создания. Будучи всемогущим, однако, существо может всегда изменить камень позже так, чтобы оно могло его поднять. Поэтому существо все ещё остаётся в некотором смысле всемогущим.
Это примерная идея, поддерживаемая Мэтью Харрисоном Брэди, персонажем пьесы «Наследуй ветер» (Inherit the Wind), прототипом для которого послужил американский политик и государственный деятель Уильям Дженнингс Брайан. В кульминационной сцене киноверсии 1960-х годов Брэди утверждает, что «Естественный закон родился в сознании Создателя. Он может изменить его — отменить его — использовать его как ему угодно!».
Можно спросить, в силах ли всемогущее существо создать камень, настолько неизменный, что само существо не может позже изменить его. Но подобный ответ можно предложить, чтобы ответить на это и на любые дальнейшие шаги.
В 1955 году в статье, опубликованной в философском журнале «Сознание» (Mind), Джон Макки попытался решить парадокс, различив всемогущество первого порядка (неограниченная власть действовать) и всемогущество второго порядка (неограниченная власть управлять властью). Всемогущее существо, обладающее всемогуществом обоих порядков, могло бы в какой-то момент ограничить собственную власть действовать и впредь прекратило бы быть всемогущим в любом смысле. Начиная с Макки продолжается философский спор относительно того, как лучше сформулировать парадокс всемогущества в формальной логике.
Другой общий ответ на парадокс всемогущества — это попытка определить всемогущество как кое-что более слабое, чем абсолютное всемогущество, как в определениях 3 или 4 выше. Парадокс может быть решён с оговоркой, что всемогущество не требует, чтобы существо имело способности, которые являются логически невозможными, но чтобы было в состоянии сделать что-нибудь, что соответствует законам логики. Хороший пример современного защитника этой цепи рассуждений — Джордж Мавроудс. Его точка зрения сводится к тому, что неспособность всемогущего существа создать круглый квадрат вовсе не свидетельствует об ограниченном всемогуществе этого существа. Подобную «задачу» Мавроудс называет «псевдозадачей», поскольку она внутренне противоречива и изначально бессмысленна.
Если существо является «случайно всемогущим», то это может решить парадокс. Создавая камень, который не может поднять, существо таким образом становится невсемогущим. Однако это поднимает вопрос, действительно ли существо было когда-либо всемогущим или только способным к большой власти. С другой стороны, о способности добровольно бросать большую власть часто думают как о ведущей к понятию Божественного Воплощения.
Если существо является «чрезвычайно всемогущим», то это может также решить парадокс (пока мы берём всемогущество, не требующее абсолютного всемогущества). Существо является чрезвычайно всемогущим, и поэтому для него невозможно быть невсемогущим. Далее, всемогущее существо не может сделать то, что логически невозможно. Создание камня, который не может поднять всемогущее существо, было бы невозможностью, и поэтому всемогущее существо не обязано мочь делать такую вещь. Всемогущее существо не может создать такой камень, но однако сохраняет своё всемогущество. Это решение работает даже с определением 2, пока мы также знаем, что существо является чрезвычайно всемогущим.
По существу это была точка зрения, принятая Августином Блаженным в его «Граде Божьем»:

Из-за того, что Его называют всемогущим, потому что он может делать всё, что желает, вовсе не значит, что он может пострадать от себя; потому что если бы это случилось с Ним, Он ни в коем случае не был бы всемогущим. Поэтому Он не может сделать некоторых вещей по самой причине, что Он является всемогущим.

Таким образом Августин утверждал, что Бог не может сделать ничего или создать любую ситуацию, которая в действительности сделает Бога не-Богом.
Некоторые философы[кто?] утверждают, что парадокс может быть решён, если определение всемогущества включает взгляд Декарта, что всемогущее существо может сделать логически невозможное. По этому сценарию всемогущее существо может создать камень, который оно не может поднять, но также может поднять камень в любом случае. По-видимому, такое существо может также сделать сумму 2 + 2 = 5 математически возможной или создать квадратный треугольник. Эта попытка решить парадокс проблематична в том, что само определение лишено логической непротиворечивости. Парадокс может быть решён, но только при парапоследовательной логике. Это не выглядит как проблема для последователей диалетеизма или другой формы логического трансцендентализма. Гарри Франкфурт, развивая позицию Декарта, ответил на это собственным рассуждением: Бог может создать камень, который невозможно поднять, но может и поднять этот камень.

И что же помешает Богу выполнить указанную задачу? Разумеется, сама формулировка задачи — поднять неподъёмный камень — выглядит внутренне противоречивой. Но если предполагается, что Бог может выполнить одну противоречиво сформулированную задачу — а именно, создать, для начала, тот самый проблематический камень — почему бы не предположить, что Он может выполнить и другую: поднять этот камень? В конце концов, разве фокус с выполнением двух логически невозможных задач так уж труднее, чем с выполнением одной?

### Язык и всемогущество
Австрийский философ Людвиг Витгенштейн часто интерпретируется как человек, утверждающий, что язык не подходит для задачи описания вида власти, которую всемогущее существо имело бы. В своём «Логико-философском трактате» в основном он остаётся в сфере логического позитивизма, но в части 6.41 и в последующих суждениях утверждает, что этика и некоторые другие проблемы — «трансцендентальные» предметы, которые невозможно исследовать при помощи языка. Витгенштейн также упоминает волю, жизнь после смерти и Бога, аргументируя это тем, что «Для ответа, который не может быть выражен словами, не может быть высказан вопрос».
Работа Витгенштейна делает парадокс всемогущества одной из проблем семантики — науки о том, как символы получают смысл. (Возражение «Это только семантика», является способом сказать, что утверждение касается только определений слов, вместо чего-нибудь важного в физическом мире). Согласно Трактату, даже пытаться сформулировать парадокс всемогущества бесполезно, так как язык не может обратиться к объектам, которые парадокс рассматривает. Заканчивает «Трактат» изречение Витгенштейна по этому поводу: «О чём невозможно говорить, о том следует молчать». Подход Витгенштейна к этим проблемам повлиял на религиозного мыслителя XX века Дьюи Филипса. Но в более поздние годы Витгенштейн написал работы, которые часто считают конфликтующими с его положениями в «Трактате».

## Другие версии парадокса
В I веке Дионисий Ареопагит упомянул о версии парадокса всемогущества, родившейся в споре между апостолом Павлом и Элимой-магом, звучавшей как «может ли Бог отрицать себя». В XI веке Ансельм Кентерберийский утверждал, что есть много вещей, которые не может сделать Бог, но тем не менее он считается всемогущим.

Треугольник на евклидовом пространстве с помеченными сторонами, углами и вершинами; сумма α + β + γ должна быть равна 180 градусам

Фома Аквинский выдвинул версию парадокса всемогущества, спрашивая, мог ли Бог создать треугольник с внутренними углами, которые не составляли в целом 180 градусов. Так Аквинский выразился в «Сумме против язычников»:

Так как принципы определённых наук, таких как логика, геометрия и арифметика, взяты только от формальных принципов вещей, от которых зависит сущность вещи, из этого следует, что Бог не может сделать что-то вопреки этим принципам. Например, так, что род не состоял бы из видов, или что линии, проведённые из центра окружности были бы не равны, или что треугольник не имел трёх углов, равных двум прямым.

Это может быть сделано на сфере, но не на плоской поверхности. Отметим, что более поздние исследования неевклидовой геометрии не решают этот вопрос, поскольку также можно было спросить: «Может ли всемогущее существо, действуя в рамках аксиом геометрии Римана, создать треугольник, сумма углов которого не больше 180 градусов?». В любом случае вопрос сводится к тому, действительно ли всемогущее существо имеет способность уклониться от последствий, чтобы создать что-то, логически противоречащее системе аксиом[источник?].
В одном из стихотворений в прозе Ивана Тургенева говорится, что всякая молитва сводится к следующему: «Великий Боже, сделай так, чтобы дважды два не было четыре!».
В некотором смысле, классическое утверждение парадокса — камень настолько тяжёлый, что создатель не сможет поднять его — основано в аристотелевском учении. В конце концов, если рассматривать положение камня относительно солнца, вокруг которого вращаются планеты, можно было бы считать, что камень постоянно передвигается. Современная физика показывает, что выбор выражения о подъёме камней должен коснуться ускорения, но это само по себе не лишает законной силы фундаментальное понятие обобщённого парадокса всемогущества. Однако можно легко изменить классическое утверждение следующим образом: «Всемогущее существо создаёт вселенную, которая следует законам аристотелевской физики. Вместе с этой вселенной, всемогущее существо может создать камень настолько тяжёлый, что существо не может поднять его?»
«Причина» Итана Аллена обращается к темам первородного греха, теодицеи и нескольким другим в классическом стиле Эпохи Просвещения. В главе 3-й, части 4-й, он отмечает, что «непосредственно всемогущество» не могло освободить жизнь животных от смертности, так как изменение и смерть определяют признаки такой жизни. Он спорит, «одно не может быть без другого, больше чем могут быть плотные горы без долин, или что я мог существовать и не существовать в то же самое время, или что Бог должен произвести любое другое противоречие в природе». Обращённый своими друзьями в Деизм, Аллен принял понятие божественного существа, хотя всюду в «Причине» он утверждает, что даже божественное существо должно быть ограничено логикой.
Ричард Докинз в своей книге «Бог как иллюзия» отмечает, что всемогущество и всеведение Бога также вступают друг с другом в противоречие. Либо Бог знает, что он сделает завтра, либо он имеет свободу (возможность) сделать, что угодно. По этому поводу Карен Оуэнс написала куплет:
Как бы всезнающий Бог,

Прозревший грядущее, смог

Быть ещё и всевластным и передумать

То, о чём завтра был должен подумать?

## В популярной культуре
- В эпизоде американского мультсериала «Симпсоны», озаглавленном «Weekend at Burnsie’s», Гомер Симпсон спрашивает Неда Фландерса: «Способен ли Иисус разогреть буррито настолько, что не сможет его съесть?», и тот осознаёт парадоксальность вопроса.
- Один из шутливых «фактов о Чаке Норрисе» гласит: «Чак Норрис может создать такой тяжёлый камень, что он сам его не поднимет. Но затем он всё равно это сделает, чтобы показать, кто тут Чак Норрис».
- Английский физик-теоретик и популяризатор науки Стивен Хокинг в своей книге «Краткая история времени» вводит парадокс всемогущества в пределах более общего обсуждения того, какую роль божество-создатель могло бы играть относительно естественных законов. В более поздней книге «Чёрные дыры и молодые вселенные[англ.]» Хокинг полушутливо отмечает, что последняя строка книги — «тогда мы бы знали мнение Бога» — вероятно, удвоила её продажи[28].
- В американском телесериале «Звёздный путь: Следующее поколение» персонаж, известный как «Кью», утверждает, что он всесилен, и несколько эпизодов исследуют парадоксальные последствия этого в типично юмористическом стиле.
- Американский комик, актёр и писатель Джордж Карлин имел обыкновение упоминать в своих сатирических монологах «тяжёлый каменный» вопрос как тот, что озорные мальчишки по соседству задают их священнику[29].
- В различных серийных комиксах, в частности Marvel Comics, многие герои считаются всемогущими, но некоторые кажутся более сильными, чем другие. Такие персонажи как Корвак (Korvac) являются всемогущими, но ниже таких личностей как Галактус, который также всесилен. Галактуса, в свою очередь, считают «менее всесильным», чем существо по имени Вечность (Eternity).
- В американском мультсериале «Футурама» в серии «Равные Богу» (20-я серия 3-го сезона) Бендер задаёт Богу вопрос, знает ли он, что он сделает в будущем, и что будет, если он в последний момент передумает.

— Так значит, ты знаешь всё, что я буду делать?

— Да.

— А если я в последний момент передумаю?

— Этого я не узнаю.

— Хорошо…
- Пётр Бормор, «Игры демиургов»[30]:

— Если я не могу поднять камень, который сам же и сотворил…

— Брось ты этот камень, — отмахнулся Мазукта. — Ну-ка давай вспомни определение всемогущества!

— Ну-у… это когда…

— Определения не начинаются со слов «ну, это когда», — строго заметил Мазукта.

— Хорошо. Всемогущество — это способность творить всё, что угодно. Так?

— Вот именно, — кивнул Мазукта. — Ключевое слово — «угодно». Угодно тебе сотворить камень — творишь камень. Не угодно его поднимать — не поднимаешь. Это и есть настоящее всемогущество.
- Братья Стругацкие в «Повести о дружбе и недружбе» предлагают ситуацию «всемогущей вычислительной машине»: может ли она придумать правильно поставленный вопрос, на который сама не сможет ответить? Они же, в повести «Понедельник начинается в субботу»:

— Амвросий Амбруазович, — сказал Ойра-Ойра. — А может универсальный потребитель создать камень, который даже при самом сильном желании не сумеет поднять?

Выбегалло задумался, но только на секунду.

— Это не есть матпотребность, — ответил он. — Это есть каприз. Не для того я создавал своих дублей, чтобы они, значить, капризничали.

### Эзотерика, нью-эйдж
Из книги Ли Кэрролла «Крайон. Путешествие домой. Майкл Томас и семь ангелов»:

— Очевидно, даже ангелы кое-чего не умеют, — подумал Майкл. Затем у него возник вопрос. — «Если уж ангелы чего-то не умеют, возможно, есть вещи, на которые не способен сам Бог?» В голове сразу же прозвучал ответ. Это был голос [ангела] Фиолетовой!

— Да. Бог не способен лгать. Бог не способен ненавидеть. Бог не способен на беспристрастные решения, ибо всегда исходит из любви. Именно в этом суть ваших уроков на Земле: вы — мерило беспристрастности для Бога.